# سلافين تشوبكوفيتش
سلافين تشوبكوفيتش مواليد 23 يونيو 1988 في كرالييفو، جمهورية يوغوسلافيا الاشتراكية الاتحادية، هو لاعب كرة سلة صربي. بدأ مسيرته الاحترافية في سنة 2005. يلعب في الدوري اليوناني لكرة السلة. يحمل الرقم 8. حقق المركز الأول في بطولة العالم لكرة السلة للشباب تحت 19 سنة 2007. لعب مع روسا رادوم ونادي أريس لكرة السلة.

## الميداليات
| الميدالية | المسابقة                                       |
| --------- | ---------------------------------------------- |
| ذهبية     | بطولة العالم لكرة السلة للشباب تحت 19 سنة 2007 |

## روابط خارجية
- سلافين تشوبكوفيتش على موقع الاتحاد الدولي لكرة السلة (الإنجليزية)
- سلافين تشوبكوفيتش على موقع كرة السلة الأوروبية.كوم (الإنجليزية)
- سلافين تشوبكوفيتش على موقع ريلجم (الإنجليزية)
- سلافين تشوبكوفيتش على موقع بروبوليرز (الإنجليزية)
- سلافين تشوبكوفيتش على موقع سبورتس رفرنس (الإنجليزية)